# Milena Rudnycka
Milena Rudnycka (ukrajinsky: Мілена Рудницька; 15. července 1892, Zborov – 29. března 1976, Mnichov) byla ukrajinská feministická aktivistka, politička a spisovatelka. Patřila k nejvlivnějších hlasům haličského ženského hnutí v meziválečném období (kdy Halič byla součástí Polska). Jako poslankyně polského Sejmu v letech 1928 až 1935 vynesla na světlo otázku potlačování kultury menšinových Ukrajinců a genocidního charakteru holodomoru v Sovětském svazu. Po sovětské okupaci Polska odešla do exilu, kde zůstala až do smrti.

## Život
Narodila se na území, které tehdy náleželo k Rakousku-Uhersku, v intelektuálně založené rodině. Otec byl notářem a pocházel z ukrajinské šlechty, matka pocházela ze židovské obchodnické rodiny a konvertovala ke křesťanství. Bratr Mychajlo se stal filologem, Ivan publicistou a esejistou, Antin hudebním skladatelem a dirigentem Kyjevské opery. Historik východní Evropy Timothy Snyder uvedl, že "Rodina Rudnyckých je jednou z nejvlivnějších rodin v novodobé ukrajinské historii, jejímž nejzajímavějším členem je Milena".
V rodině se mluvilo polsky, ale měla ukrajinskou národní identitu. Po smrti otce v roce 1906 se rodina přestěhovala do Lvova. Tam Milena vystudovala klasické gymnázium a poté filozofii a matematiku na Lvovské univerzitě. Během první světové války rodina před frontou uprchla do Vídně (i Lvov byl tehdy součástí Rakouska-Uherska). Na Vídeňské univerzitě Rudnycka získala titul z pedagogiky. Zahájila i doktorské studium, ale nedokončila ho.
V roce 1918 začala pracovat jako novinářka ve čtrnáctideníku Наша Мета (Náš cíl). Následující rok se provdala za Pavla Lysiaka, právníka a politika. Jejich domov se rychle stal místem setkávání vůdců ukrajinské komunity ve Vídni. Rudnycka ve Vídni ke svým národním snahám přibrala i ženskou otázku a začala usilovat o větší zapojení žen do ukrajinského národního života. Doma mezitím vyústila polsko-ukrajinská válka v přičlenění Haliče k polskému státu.
Rudnycka se roku 1920 vrátila do Lvova. Stala se jednou z předních aktivistek Ukrajinského svazu žen (Союз українок), který pomáhala založit. Začala pracovat v učitelském semináři a později učila na Vyšším pedagogickém institutu ve Lvově.  Poté, co vstoupila do Ukrajinské národně demokratické aliance, byla v roce 1928 zvolena do Sejmu, kde působila až do roku 1935. V témže roce byla zvolena předsedkyní Svazu žen a v této funkci působila až do roku 1939. Publikovala v časopisech jako Žena (жінка), Občanka (Громадянина), Ukrajinka (Українка) a redigovala ženskou stránku ukrajinského deníku Akce (газета дію). Časopis Žena i řídila.
V parlamentu byla neochvějnou obhájkyní Ukrajiny a kritizovala polské úřady za potlačování ukrajinské kultury, včetně jejich škol a náboženských institucí. Působila ve výborech pro vzdělávání a zahraniční věci, pronášela mnoho projevů a byla známá jako charismatická řečnice. V roce 1931 byla jedním ze tří delegátů z Ukrajiny, kteří předložili případ potlačování ukrajinských národnostních práv Společnosti národů. Byla také pozvána, aby na toto téma promluvila v britské Dolní sněmovně. Během holodomoru v letech 1932-1933 byla zvolena místopředsedkyní Výboru pro veřejnou záchranu a organizovala setkání politiků, vědců a pedagogů k této věci. I tento problém přednesla v Ženevě na zasedání Společnosti národů, ta ale jen konstatovala, že hladomor je vnitřním problémem Sovětského svazu, který ani není členem Společnosti národů, čili není o čem jednat. Ukrajinská delegace se poté obrátila na Mezinárodní výbor Červeného kříže s prosbou o pomoc. Představitelé Červeného kříže pak kontaktovali sovětské představitele, aby získali souhlas s organizací mezinárodní pomoci pro Ukrajinu, ale šéf sovětské společnosti Červeného půlměsíce Avel Jenukidze popřel, že by na Ukrajině nějaký hladomor byl. Na další mezinárodní konferenci, která se konala ve Vídni v prosinci 1933, Rudnycká naléhala, aby mezinárodní společenství tlačilo na stalinistický režim, aby přiznal krizi a povolil pomoc. Popírání ze strany Sovětů ale pokračovalo. V roce 1958 Rudnycka ve své knize Боротьба за правду про Великий Голод (Boj za pravdu o Velkém hladomoru) zaujala stanovisko, že hladomor byl sovětským vedením cíleně organizován k potlačení vzpurných ukrajinských rolníků.
Po nástupu Hitlera k moci v Německu upozorňovala světovou veřejnost, že krom jiných nacismus potlačil i práva ženská. V roce 1934 se podílela na organizaci Prvního kongresu ukrajinských žen, který se konal ve Stanyslavivu. Koncem 30. let 20. století polská vláda některé členky z vedení svazu zatkla a pokusila se organizaci úplně zakázat.
V roce 1939, po sovětské invazi do Polska, Rudnycka uprchla do nacisty okupovaného Krakova. Později, v roce 1940, se přestěhovala do Berlína, kde její syn dokončoval studia, započatá již ve Lvově. V roce 1943 přijela do Prahy, kde v roce 1944 vydala knihu Zachidna Ukrajina pid bolševykamy (Západní Ukrajina za bolševiků). Pak se vrátila do Berlína, později odešla do Ženevy, kde v letech 1945 až 1950 řídila Ukrajinský pomocný výbor. V roce 1950 se přestěhovala do New Yorku, kde zůstala osm let, než se vrátila do Evropy. Nejprve žila v Římě, nakonec se usadila v Mnichově. Mezi její nejznámější publikace z pozdního období patří: Don Bosko: Liudyna, pedahoh, sviatyi (Don Bosco: Člověk, pedagog a světec, 1963) a Nevydymi styhmaty (Neviditelná stigmata, 1971).
Rudnytska zemřela roku 1976 v Mnichově a byla pohřbena v ukrajinské části hřbitova Waldfriedhof na Lorettoplatzu. Její ostatky byly převezeny do Lvova v roce 1993 a umístěny na Lyčakivském hřbitově, vedle dalších členů rodiny. V roce 1994 vydala Irene Martyniuková monografii Milena Rudnytska and Ukrainian Feminism: The Art of the Possible.